# Coro de la Universidad del Claustro de Sor Juana
El Coro Representativo de la Universidad del Claustro de Sor Juana, ahora llamado Coro Virreinal Rita Guerrero, es un conjunto dedicado no sólo al conocimiento e interpretación de distintos repertorios antiguos, sino que a lo largo de sus quince años de vida, se ha dedicado a difundirlos en diversos espacios culturales de México, descubriendo la importancia de sensibilizar al público alrededor de la música antigua.

## Historia
El Coro fue fundado en el año 2005 por la maestra Rita Guerrero, en la Universidad del Claustro de Sor Juana. Su repertorio abarca principalmente piezas de la Edad Media, del Renacimiento español y del Virreinato de Nueva España.
Entre sus proyectos se encuentran: 
Mayo de 2008. Montaje musical y escénico de dos obras representativas de la Edad Media: El canto de la Sibila y El Llibre Vermell de Montserrat, con gran éxito y afluencia de espectadores, estrenando dicho montaje en el extemplo de la Universidad para posteriormente realizar una breve temporada en el Teatro Casa de la Paz de la Universidad Autónoma Metropolitana. 
Abril de 2009. Montaje de la obra Stabat Mater de G. B. Pergolesi, pieza sacra representativa del período barroco sobre un texto medieval, siendo estrenada en el Auditorio Divino Narciso, y posteriormente presentada en distintos recintos del Centro Histórico y algunas alcaldías de la Ciudad de México.
Actualmente, el Coro se encuentra trabajando en un programa dedicado a Sor Juana titulado Música Divina, humanas letras, con piezas de compositores coloniales alrededor de algunos de los villancicos de la "Décima Musa". El montaje está constituido por un juego teatral que enriquece la interpretación de cada una de las piezas.

## Discografía
En el 2010, el Coro publicó su primer disco, logrando uno de sus principales objetivos: aproximarse a los diversos periodos históricos por medio de sus acervos musicales. El disco comienza en el periodo medieval con Cantigas de Alfonso X El Sabio y piezas del Llibre Vermell de Montserrat, pasando por obras de los siglos XV al XVIII, de compositores como Juan del Enzina, Francisco Guerrero, Gaspar Fernandes, Antonio de Salazar, entre otros.